# Арамитс (кантон)
Арами́тс (фр. Aramits) — упразднённый французский кантон, находился в регионе Аквитания, департамент Атлантические Пиренеи. Входил в состав округа Олорон-Сент-Мари.
Код INSEE кантона — 6402. Всего в кантон Арамитс входили 6 коммун, из них главной коммуной являлась Арамитс.

## Население
Население кантона на 2012 год составляло 3148 человек.
| 1962 | 1968 | 1975 | 1982 | 1990 | 1999 | 2006 | 2012 |
| ---- | ---- | ---- | ---- | ---- | ---- | ---- | ---- |
| 3353 | 3046 | 3042 | 2990 | 3108 | 3092 | 3150 | 3148 |

## Коммуны кантона
| Коммуна        | Население, чел. (2012) | Почтовый индекс | Код INSEE |
| -------------- | ---------------------- | --------------- | --------- |
| Анс            | 234                    | 64570           | 64020     |
| Арамитс        | 678                    | 64570           | 64029     |
| Арет           | 1068                   | 64570           | 64040     |
| Исор           | 248                    | 64570           | 64276     |
| Лан-ан-Баретус | 495                    | 64570           | 64310     |
| Феас           | 425                    | 64570           | 64225     |